# Imma diaphana
Imma diaphana är en fjärilsart som beskrevs av Arnold Pagenstecher 1884. Imma diaphana ingår i släktet Imma och familjen Immidae. Inga underarter finns listade i Catalogue of Life.